# Wassermühle Ruschkamp

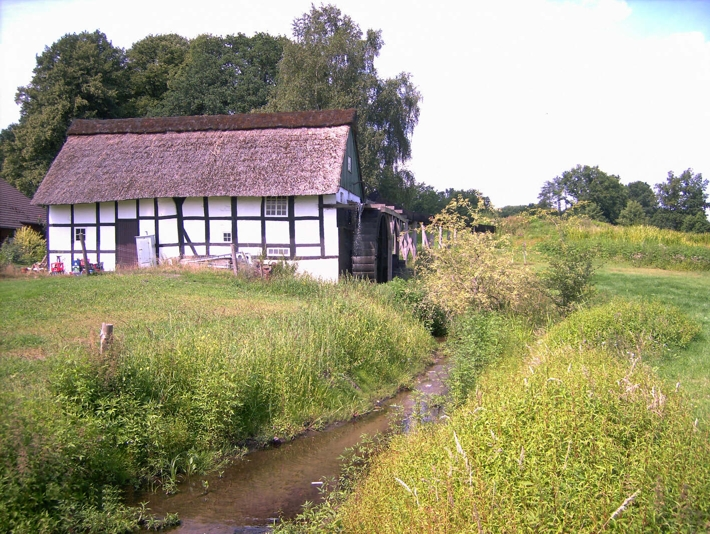
Ansicht von Osten (2006)

Die Wassermühle Ruschkamp in der niedersächsischen Stadt Osterholz-Scharmbeck, Ortsteil Scharmbeckstotel, ist eine Wassermühle und stammt von vor 1620 und als Gebäude vom Anfang des 19. Jahrhunderts. Aktuell (2025) wird sie nur im Eigenbetrieb genutzt.
Das Gebäude steht unter Denkmalschutz (siehe auch Liste der Baudenkmale in Osterholz-Scharmbeck).

## Geschichte und Beschreibung
Die Wassermühle Ruschkamp wurde 1620 das erste Mal urkundlich erwähnt. Seit 1662 bis heute ist sie im Besitz der Familie Wehmann. Sie wurde für einen Mahlgang gebaut, erhielt 1848 einen zweiten Schäl- und Weizengang. Das Quellwasser aus dem Osterholzer Geestrand floss durch einen Bach über ein freistehendes Gerinne auf das Wasserrad, mit früher vier, seit 1977 fünf Meter Durchmesser, in einen Teich. Das Rad kam früher (vor der Hammeeindeichung und der Ritterhuder Schleuse von 1875) bei hohem Wasserstand der Hamme zum Stehen. Gemahlen wurde für die Scharmbecker und Lesumstoteler. Der Mühlenbesitzer war zur Reinigung der abfließenden Gewässer verpflichtet, was nicht immer erfolgte und zu Vertragsstrafen führte (Kontrakt von 1686) und Streit verursachte. Die Mühle wird seit 1963 nur noch im Eigenbedarf genutzt.
Das eingeschossige traufständige Gebäude in Fachwerk mit weiß geschlämmten Steinausfachungen auf Backsteinsockel, mit reetgedecktem Satteldach und mit senkrechten Verbretterungen im oberen Giebeldreieck wurde um 1810 gebaut. 1973 brannte das Haus nieder und wurde wiederaufgebaut. 2002 wurde die Mühle mit Hilfe des Landkreises Osterholz saniert. Sie steht 2 km entfernt zum Ortskern.
Die Mühle ist als Nr. 34 Bestandteil der Niedersächsischen Mühlenstraße, Region Zwischen Nordsee, Elbe und Weser – Landkreis Osterholz.